# Colonia Juan José Torres Landa
Colonia Juan José Torres Landa är en ort i Mexiko.   Den ligger i kommunen Silao de la Victoria och delstaten Guanajuato, i den centrala delen av landet, 300 km nordväst om huvudstaden Mexico City. Colonia Juan José Torres Landa ligger 1 804 meter över havet och antalet invånare är 116.
Terrängen runt Colonia Juan José Torres Landa är en högslätt. Runt Colonia Juan José Torres Landa är det tätbefolkat, med 257 invånare per kvadratkilometer. Närmaste större samhälle är León de los Aldama, 17,4 km nordväst om Colonia Juan José Torres Landa. Trakten runt Colonia Juan José Torres Landa består till största delen av jordbruksmark.